# جان كلاين (موجه قوارب)
جان كلاين (بالفرنسية: Jean-Claude Klein)‏ هو موجه قوارب ‏ فرنسي، ولد في 22 يونيو 1944 في كريتاي في فرنسا.

## وصلات خارجية
- جيان كلاين على موقع الاتحاد الدولي للتجديف (الإنجليزية)
- جيان كلاين على موقع اللجنة الأولمبية الدولية (الإنجليزية)
- جيان كلاين على موقع أوليمبيديا (الإنجليزية)